# Elgin Award
Der Elgin Award ist ein Literaturpreis, der seit 2013 für Science-Fiction-Lyrik jährlich von der Science Fiction and Fantasy Poetry Association (SFPA) verliehen wird.
Ausgezeichnet werden lyrische Werke, die in den beiden vorangegangenen Jahren erschienen sind. Es wird dabei in den beiden Kategorien Book (über 40 Seiten Umfang) und Chapbook (10 bis 39 Seiten Umfang) vergeben. In jeder Kategorie wird ein erster bis dritter Platz vergeben. Nominierung und Abstimmung über die Preisträger erfolgt durch die Mitglieder der SFPA.
Der Name des Preis ehrt die Leistungen der 2015 verstorbenen Linguistin und Science-Fiction-Autorin Suzette Haden Elgin, der Gründerin der SFPA.

## Geschichte
Die SFPA wurde 1978 unter dem Namen Science Fiction Poetry Association von der Autorin und Linguistin Suzette Haden Elgin gegründet.
Elizabeth Chater war die erste Präsidentin der SFPA, gefolgt von Gene Wolf. Unter den weiteren Präsidenten der SFPA waren Deborah P. Kolodji, David C. Kopaska-Merkel, Bryan D. Dietrich und zuletzt Bryan Thao Worra.
Im Jahr 2017 stimmten die Mitglieder der SFPA dafür, die Organisation in "Vereinigung für Science-Fiction und phantastische Poesie" umzubenennen, während sie das Akronym "SFPA" beibehielten.

## Liste der Preisträger
Untenstehend die mit dem ersten Platz ausgezeichneten Preisträger.
Book
- 2020 Franny Choi: Soft Science. Alice James Books, Farmington 2019, ISBN 978-1-938584-99-2.
- 2019 Marge Simon & Alessandro Manzetti: War. Crystal Lake Publishing, ISBN 978-1-643167-71-8.
- 2018 Christina M. Rau: Liberating the Astronauts. Aqueduct Press, Seattle 2017, ISBN 978-1-61976-127-8.
- 2017 Jeannine Hall Gailey: Field Guide to the End of the World. Moon City Press, Springfield 2016, ISBN 978-0-91378576-8.
- 2016 Mary Soon Lee: Crowned. The Sign of the Dragon. Book 1. Dark Regions Press, Sanford 2018, ISBN 978-1-72579-348-4.
- 2015 Marge Simon & Mary Turzillo: Sweet Poison. Dark Renaissance Books, ISBN 978-1-937128-86-9.
- 2014 Bryan Thao Worra: Demonstra. Innsmouth Free Press, Vancouver 2013, ISBN 978-0-991675-97-5.
- 2013 Mary Turzillo: Lovers & Killers. Dark Regions Press, 2012, ISBN 978-1-937128-32-6.

Chapbook
- 2019 Holly Lyn Walrath: Glimmerglass Girl
- 2018 F. J. Bergmann: A Catalogue of the Further Suns
- 2017 Neil Aitken: Leviathan
- 2016 Shannon Connor Winward: Undoing Winter
- 2015 Mary McMyne: Wolf Skin
- 2014 Helen Marshall: The Sex Lives of Monsters
- 2013 F. J. Bergmann: Out of the Black Forest